# 22/7 (企劃)
22/7（日語：ナナブンノニジュウニ），簡稱「ナナニジ」，是由秋元康與Sony Music Records以及Aniplex合作組成的2.5次元數碼聲優偶像。以「數位偶像團體」、「超越次元的偶像」為主旨，2016年10月17日發表此企劃與八位角色的角色設定，同年12月24日從10325名參選者中挑選出12人作為入選者，並宣布企劃正式開始。團體名稱《22/7》這個名稱為圓周率π的近似值，亦稱為約率。亦宣布動畫化。《22/7》的日語讀音，相當於中文的“7分之22”。

## 介紹
|                | 從0到1這個過程，對不存在的事物，要相信沒有見過的事物是必要得。22/7是想像力的象徵。這是什麼意思？答案在於未來。 |
| ——22/7 PROJECT | |

2016年10月17日，AKB48、乃木坂46、欅坂46等企劃的綜合製作人秋元康宣布發表2.5次元虛擬聲優偶像企劃。成員由8人組成，角色設計由動畫界的創作者擔當。
2016年12月24日，從13250名參選者中海選出12人作為企劃的初步入選者，同時，企劃的名稱「22/7」正式公開。
2017年7月22日，象徵「22/7」這個日子舉行第一次演唱會，發表原創曲「僕は存在していなかった」和「地下鉄抵抗主義」MV以3DCG製作，擔任各角色的聲優裝上動態捕捉的感應器，再經過動作捕捉技術轉換成3D動畫
，將虛擬角色與聲優合為一體。

## 事件年表
2016年
- 12月24日 ，聖誕節前夕，海選出成員12名。

2017年
- 2月10日，在《月刊NEWTYPE》3月號連載中，公布了堀口悠紀子描繪的主視覺圖及採訪以及堀口對各角色的評語。
- 2月27日，成員全員首次的SHOWROOM生配信實施。
- 3月4日，海選成員的11人的名字公布，(1人在公開前辭退，團體人數變更為11人)。
- 3月10日，在《月刊NEWTYPE》4月號中刊登連載《あの日の彼女たち》。
- 3月14日，《22/7朗讀劇》召開，並抽籤招待100人，宣布於4月21日舉辦。
- 3月24日，宣布於文化放送播出廣播節目，於4月9日開始播放，每周三位成員替換出演。
- 4月21日，朗讀劇第一回公演開始。
- 5月2日，《22/7朗讀劇》第2次公演召開，並於5月20日發表。
- 5月9日，最終確認的8人素顏亮相直播於日本SHOWROOM開始放送，每日更新1人，並公開其餘3位成員落選的信息。
- 5月20日，朗讀劇第二回公演開始。
- 6月24日，朗讀劇第三回公演開始。
- 7月22日，於SME乃木坂大樓，舉行1st live活動。同日宣布組合正式出道及動畫化決定。
- 9月20日，出道單曲CD發售。

2018年
- 4月11日，第2張單曲CD「シャンプーの匂いがした」發售。
- 6月14日，成員藤間櫻開通Youtube頻道，擔當VTuber。
- 7月7日，系列綜藝節目《22/7計算中》開始在NICONICO彈幕網、AbemaTV播出，每周六更新，MC是組合三四郎，成員是小宮浩信和相田周二。
- 8月22日，第3張單曲CD「理解者」發售。
- 9月20日，追加新角色3名，分別為神木御神（神木 みかみ）、东条悠希（東条 悠希）、柊蕾（柊 つぼみ）。

2019年
- 1月11日，發布定期公演的年內計劃。
- 1月22日，舉行定期公演#1。
- 7月22日，舉行 「ナナニジフェス 2019」活動。TV動畫放送時期決定。
- 8月2日-4日，出演TOKYO IDOL FESTIVAL 2019活動。
- 8月21日，第4張單曲CD「何もしてあげられない」發售。
- 10月1日，花川芽衣宣佈因為身體原因休止相關活動。
- 12月11日，官方宣佈花川芽衣將於年內畢業，同時花川芽衣在BLOG表示因為病情導致不能繼續相關工作，將在24日活動中正式告別，並出席延期握手會。
- 12月24日，在Zepp DiverCity Tokyo舉行“Birthday Event 2019”，為花川芽衣的最後一次Live。
- 12月28日，花川芽衣[8]在參加個別握手會後就從22/7中畢業，齋藤妮可露的角色聲優更替為河瀨詩。

2020年
- 1月11日，動畫《22/7》開始放送，此時齋藤妮可露的聲優已換成為河瀨詩。
- 2月5日，官網發出通知，高辻麗因健康問題將休養一段時間。
- 2月24日，倉岡水巴因身體原因宣布將休養一段時間。
- 2月26日，第5張單曲CD「ムズイ」發售。
- 2月27日，因受2019冠状病毒病疫情的影響，原定的Zepp Tokyo公演中止，改為為線上無觀客直播，及後『22/7 1st Tour 〜ムズイ〜』大阪府、愛知縣演出均由於2019冠状病毒病疫情的擴散而取消。
- 4月4日，《22/7計算中Season2》開始放送，MC是三四郎，成員是小宮浩信和相田周二。
- 5月15日，高辻麗宣布結束休養，回歸活動。
- 5月27日，手機音樂遊戲《22/7 音樂的時間》（日語：22/7 音楽の時間）正式開服。
- 7月22日，於「ナナニジ オンラインフェス2020」生放送中發表公開投票決定的「22/7 新ユニット」個別组合單元，分別是“晴天長椅（晴れた日のベンチ）”組合：河野都、東條悠希、戶田純、柊蕾；“熒光燈再生計劃（蛍光灯再生計画）”組合：齋藤妮可露、佐藤麗華、立川絢香、丸山茜；“漏了氣的甜汽水（気の抜けたサイダー）”組合：神木御神、瀧川美羽、藤間櫻，個別组合單元會在第6張單曲CD「風は吹いてるか？」中分別唱出三首歌曲：「半チャーハン（半炒飯）」、「タトゥー・ラブ（Tattoo・Love）」、「ソフトクリーム落としちゃった（軟冰淇淋掉了下來）」。
- 9月1日，倉岡水巴宣布結束休養復歸。
- 9月20日，三周年“Anniversary Live 2020”在澀谷公會堂分開昼夜公演舉辦，且在Stagecrowd進行付費直播，是隔了段長時間難得的11人Live，個別组合單元首次登場。同日，晴天長椅組合的歌曲「半炒飯」成功衝上日本Twitter趨勢。
- 9月29日，十一位成員在計算中Season2 EP26進行6單大賣祈願製作的巨大紙貼畫「11色の風」於Tower Records新宿店展示，為期兩星期，是11人的共同回憶。
- 9月30日，第6張單曲CD「風は吹いてるか？」發售。
- 10月2日，於“TOKYO IDOL FESTIVAL 2020 ONLINE”進行表演。
- 11月13日，無觀客表演『11（イレブン）』召開，在Stagecrowd進行付費直播，這是首次將單曲「ムズイ」「空のエメラルド」編舞由8人改爲11人。
- 12月1日，官網發出通知，武田愛奈由於學業問題于2020年12月末暫時休止活動。
- 12月5日-6日，出演『AFA SINGAPORE 2020 ~ONLINE~』。
- 12月23日，官方宣佈帆風千春將在2月28日举办的单独公演「僕が持ってるものなら」发售纪念LIVE活动中毕业。

2021年
- 1月9日，系列综艺节目《22/7检算中》开始放送。
- 1月11日，「电视动画『22/7』特别活动 Mission Paradise」舉辦。
- 2月24日，第7张单曲CD发售。
- 2月28日，舉行「僕が持ってるものなら」發售紀念LIVE，帆風千春正式從22/7中畢業。
- 5月20日，公布涼花萌、海乃琉璃感染嚴重特殊傳染性肺炎[9]。其他成員全部檢測後為陰性，但與二人密切接觸者天城サリー、河瀬詩、倉岡水巴、西條和、高辻麗、宮瀬玲奈也按保健所的建議，減少外出並實施自主健康管理[9]。随后，海乃琉璃和凉花萌分别于6月4日[10]和8月16日[11]恢复活动，此前其余成员已于5月31日解除隔离。[12]
- 6月30日，第一張專輯『11という名の永遠の素数（日语：11という名の永遠の素数）』舉辦發表紀念活動「復活定期公演“ナナニジライブ 2021”」。
- 7月14日，第一張專輯『11という名の永遠の素数』預定發售[13]。
- 7月22日，舉行第一張專輯『11という名の永遠の素数』发售纪念LIVE。
- 9月30日，宣布成員海乃琉璃、倉岡水巴將於11月底畢業，武田愛奈將於12月底畢業[14]，同時宣布官方手遊22/7 音樂的時間將於2021年12月22日結束營運[15]。
- 11月1日，宣布與成員高辻麗解除契約[16]。
- 11月14日，「ANNIVERSARY LIVE 2021」公演，在早場和晚場的演唱會中，演出了至今為止全部的曲目[17]。
- 11月24日，第8張單曲CD「覚醒」發售。

2022年
- 2月27日，宣布8位新成員加入，分别为。成員人數到14人。[18]
- 4月20日，宣布在札幌、大阪、福冈、爱知、神奈川巡演『ナナニジ夏祭り 2022』，公布8名新角色，分别为一之瀬蛍、織原純佳、桐生塔子、瀬良穂乃花、永峰楓、西浦そら、氷室みず姫和八神叶愛。
- 7月27日，第9張單曲CD「曇り空の向こうは晴れている」發售。

2023年
- 1月11日，在两次制作原因导致的延期后，第10张单曲「神様だって決められない」发售，并在随后首次取得Oricon日榜第一位成绩。[19]
- 1月14日，宣布成员相川奈央因学业原因暂时停止活动。[20]
- 1月25日，宣布成员宮瀬玲奈预定于4月5日发售的第11张单曲相关活动结束后毕业。[21]
- 6月4日，宣布成员白泽加奈惠将于7月末毕业，原计划于7月22日举行的夜公演将改为毕业特别演出。[22]

## 成员
本章节记载的是真实的成员，关于成员担当的角色，请参见角色一栏。

### 现成员
| 姓名     | 读音              | 出生日期 | 出身地   | 加入日         | 应援色     | 担当角色    | 备注 |
| -------- | ----------------- | -------- | -------- | -------------- | ---------- | ----------- | ---- |
| 天城莎莉 | あまき サリー     | 4月26日  | 洛杉矶   | 2016年12月24日 | ■ 檸檬黃色 | ■藤間桜     |      |
| 河瀬詩   | かわせ うた       | 2月27日  | 北海道   | 2019年12月24日 | ■ 天藍色   | ■斎藤ニコル |      |
| 西條和   | さいじょう なごみ | 7月25日  | 兵庫県   | 2016年12月24日 | ■ 白色     | ■滝川みう   |      |
| 相川奈央 | あいかわ なお     | 7月6日   | 東京都   | 2022年2月27日  | 綠松石藍色 | 西浦そら    |      |
| 麻丘真央 | あさおか まお     | 10月6日  | 東京都   | 2022年2月27日  | 若竹色     | 桐生塔子    |      |
| 椎名桜月 | しいな さつき     | 3月27日  | 山梨県   | 2022年2月27日  | 海水藍色   | 織原純佳    |      |
| 四条月   | しじょう るな     | 6月2日   | 巴厘省   | 2022年2月27日  | 洋红色     | 一之瀬蛍    |      |
| 月城咲舞 | つきしろ えま     | 5月22日  | 福岡県   | 2022年2月27日  | 紅色       | 氷室みず姫  |      |
| 望月りの | もちづき りの     | 3月29日  | 神奈川県 | 2022年2月27日  | 橘色       | 瀬良穂乃花  |      |

### 前成员
| 姓名       | 读音            | 出生日期 | 出身地   | 加入日         | 最终在籍日             | 原担当角色  | 备注                                        |
| ---------- | --------------- | -------- | -------- | -------------- | ---------------------- | ----------- | ------------------------------------------- |
| 花川芽衣   | はなかわ めい   | 6月8日   | 青森県   | 2016年12月24日 | 2019年12月28日毕业     | ■斎藤ニコル | 后更名为淺倉唯 斎藤ニコル的角色由河瀬詩接替 |
| 帆風千春   | ほかぜ ちはる   | 4月10日  | 兵庫県   | 2016年12月24日 | 2021年2月28日毕业      | ■佐藤麗華   | 后更名为千春                                |
| 高辻麗     | たかつじ うらら | 4月9日   | 千葉県   | 2016年12月24日 | 2021年11月1日契约解除  | ■東条悠希   | 后更名为日永麗                              |
| 海乃琉璃   | うみの るり     | 8月8日   | 東京都   | 2016年12月24日 | 2021年11月30日毕业     | ■戸田ジュン | 后更名为吉宮瑠織                            |
| 倉岡水巴   | くらおか みずは | 6月21日  | 滋賀県   | 2016年12月24日 | 2021年11月30日毕业     | ■河野都     | 后更名为倉丸莉子                            |
| 武田愛奈   | たけだ あいな   | 3月5日   | 千葉県   | 2016年12月24日 | 2021年12月31日毕业     | ■柊つぼみ   | 曾以"なっち"的名义短暫回归推特              |
| 宮瀨玲奈   | みやせ れいな   | 5月26日  | 福岡県   | 2016年12月24日 | 2023年5月31日毕业      | ■ 粉色      | ■立川絢香                                   |
| 白澤加奈惠 | しろさわ かなえ | 7月18日  | 佐賀県   | 2016年12月24日 | 2023年7月31日毕业      | ■ 薰衣草色  | ■丸山あかね                                 |
| 雨夜音     | あまや おと     | 8月31日  | 東京都   | 2022年2月27日  | 2023年8月31日结束活动  | 八神叶愛    |                                             |
| 清井美那   | きよい みな     | 9月23日  | 神奈川県 | 2022年2月27日  | 2023年11月30日結束活動 | 永峰楓      |                                             |
| 涼花萌     | すずはな もえ   | 12月29日 | 京都府   | 2016年12月24日 | 2024年8月31日畢業      | ■神木みかみ |                                             |

## 角色

### 现有角色
齋藤妮可露（／），聲優：花川芽衣→河瀨詩，人物設計：深崎暮人
16歲。偶像·傲嬌。22/7中的經驗者，克己的努力家，為了成為自己理想中描繪的偶像而每天努力奮鬥，對自己和他人都有嚴格的一面，對周圍人說話有時會不留情面。喜歡偶像、兔子。
瀧川美羽（／），聲優：西條和，人物設計：堀口悠紀子
16歲。團隊中的Center，性格內向，不善與人交流。沒有座右銘，特長是鋼琴，十分重視母親和妹妹組成的三口之家。喜歡的食物是金槍魚罐頭和零食。
藤間櫻（／），聲優：天城莎莉，人物設計：監督
16歲。良家大小姐，美國出身，英語流利但不擅長漢字。動畫與計算中判若兩人，動畫天使櫻，計算中混沌邪惡。
神木御神（／），聲優：涼花萌，人物設計：黑星紅白
16歲。心胸開闊，我行我素，性格穩重。出生於京都的名家，接受過嚴格的教育，禮儀端正，舉止優美。喜歡鳥，有飼養鸚鵡和鴯鶓。
西浦そら（／），聲優：相川奈央，人物設計：高橋沙妃
15歲。東京都出生，特技是鏡像書寫。
桐生塔子（／），聲優：麻丘真央，人物設計：ゆーげん
15歲。東京都出生，特技是擊劍。
八神叶愛（／），聲優：雨夜音，人物設計：堀口悠紀子
15歲。神奈川縣出生，特技是芭蕾和游泳。
永峰楓（／），聲優：清井美那，人物設計：手島nari
15歲。神奈川縣出生，特技是心算。
織原純佳（／），聲優：椎名桜月，人物設計：岸田メル
16歲。山梨縣出生，特技是吉他和長號。
一之瀬蛍（／），聲優：四条月，人物設計：小山廣和
16歲。印度尼西亞的峇里島出生，特技是印度尼西亞傳統舞蹈和法語。
氷室みず姫（／），聲優：月城咲舞，人物設計：渡辺明夫
16歲。福岡縣出生，特技是舞蹈。
瀬良穂乃花（／），聲優：望月りの，人物設計：いとうのいぢ
15歲。神奈川縣出生，特技是競技啦啦隊。

### 毕业角色
五名角色在2021年12月26日播出的22/7 5TH BIRTHDAY LIVE 2021 ～ Colors of Flowers ～角色演出中宣布毕业。
河野都（／），聲優：倉岡水巴，人物設計：細居美惠子
17歲。開朗元氣的關西話癆女孩，帶動氣氛擔當。喜歡看搞笑節目，最喜歡的食物是大阪燒。
佐藤麗華（／），聲優：帆風千春，人物設計：小山廣和
17歲。22/7的隊長·學生會長·優等生·清掃委員。愛好玩RPG遊戲和唱歌。因為不靠譜的父親而養成這樣的性格。雖然平時很靠得住，受到河野都和東條悠希的尊敬，但有時也會百密一疏，被當成廢柴。
戶田純（／），聲優：海乃琉璃，人物設計：田中將賀
15歲。陽光開朗的女孩子，有時因為開朗過頭了而像個笨蛋一樣，經常被成員稱呼為小孩子。喜歡吃零食。
東條悠希（／），聲優：高辻麗，人物設計：渡邊明夫
15歲。表里如一、性格直率，擅長運動，喜歡足球，舉止多少有些男孩子氣，自己也覺得扮可愛很困難。
柊蕾（／），聲優：武田愛奈，人物設計：岸田梅爾
17歲。澀谷出身、原宿長大的辣妹，平時行事隨便，一直悠閒愉快，特技是一秒就能忘記不開心的事情。
立川絢香（／），聲優：宮瀨玲奈，人物設計：櫻小春
17歲。性感擔當，愛好是畫漫畫。雖然性格逞強，但也有關心他人的一面。我行我素，不被他人左右。
丸山茜（／），聲優：白澤加奈惠，人物設計：小原トメ太
16歲。A.I般冷靜沉著，很少有感情起伏，表示自己無法理解感情。擅長料理。

## 作品

### 單曲CD
| 编号 | 发售日         | 标题               | 介质形式          | 商品编号              | 形态                  | Oricon最高位 |
| ---- | -------------- | ------------------ | ----------------- | --------------------- | --------------------- | ------------ |
| 1    | 2017年9月20日  | 不曾存在的我       | CD+DVD            | SRCL-9520/21          | 完全生産限定盤 Type-A | 10位         |
| 1    | 2017年9月20日  | 不曾存在的我       | CD                | SRCL-9522             | 完全生産限定盤 Type-B | 10位         |
| 2    | 2018年4月11日  | 散發出了香波的氣息 | CD+DVD            | SRCL-9713/14          | 初回仕様限定盤 Type-A |              |
| 2    | 2018年4月11日  | 散發出了香波的氣息 | CD+DVD            | SRCL-9715/16          | 初回仕様限定盤 Type-B |              |
| 2    | 2018年4月11日  | 散發出了香波的氣息 | CD                | SRCL-9717             | 通常版                |              |
| 3    | 2018年8月22日  |                    | CD+DVD            | SRCL-9891/92          | 初回仕様限定盤 Type-A |              |
| 3    | 2018年8月22日  | CD+DVD             | SRCL-9893/94      | 初回仕様限定盤 Type-B |                       |              |
| 3    | 2018年8月22日  | CD                 | SRCL-9895         | 通常版                |                       |              |
| 4    | 2019年8月21日  |                    | CD+DVD            | SRCL-11240/41         | 初回仕様限定盤 Type-A |              |
| 4    | 2019年8月21日  | CD+DVD             | SRCL-11242/43     | 初回仕様限定盤 Type-B |                       |              |
| 4    | 2019年8月21日  | CD                 | SRCL-11244        | 通常版                |                       |              |
| 5    | 2020年2月26日  |                    | CD+DVD            | SRCL-11413/14         | 初回仕様限定盤 Type-A | 2位          |
| 5    | 2020年2月26日  | CD+DVD             | SRCL-11415/16     | 初回仕様限定盤 Type-B |                       | 2位          |
| 5    | 2020年2月26日  | CD                 | SRCL-11417        | 通常版                |                       | 2位          |
| 6    | 2020年9月30日  |                    | CD+Blu-ray        | SRCL-11547-49         | 完全生産限定盤        | 2位          |
| 6    | 2020年9月30日  | CD+DVD             | SRCL-11536/37     | 初回仕様限定盤        |                       | 2位          |
| 6    | 2020年9月30日  | CD                 | SRCL-11538        | 通常版                |                       | 2位          |
| 7    | 2021年2月24日  |                    | CD+Blu-ray        | SRCL-11690〜92/93〜95 | 完全生産限定盤A/B     | 2位          |
| 7    | 2021年2月24日  | CD+Blu-ray         | SRCL-11696/97     | 初回盤                |                       | 2位          |
| 7    | 2021年2月24日  | CD                 | SRCL-11698        | 通常盤                |                       | 2位          |
| 8    | 2021年11月24日 |                    | CD+Blu-ray        | SRCL-11957~59         | 完全生産限定盤A       | 2位          |
| 8    | 2021年11月24日 | CD+Blu-ray         | SRCL-11960~62     | 完全生産限定盤B       |                       | 2位          |
| 8    | 2021年11月24日 | CD+Blu-ray         | SRCL-11963~64     | 初回生産限定盤        |                       | 2位          |
| 8    | 2021年11月24日 | CD                 | SRCL-11965        | 通常盤                |                       | 2位          |
| 9    | 2022年7月27日  |                    | CD+Blu-ray        | SRCL-12150～2         | 完全生産限定盤A       | 2位          |
| 9    | 2022年7月27日  | CD+Blu-ray         | SRCL-12153～5     | 完全生産限定盤B       |                       | 2位          |
| 9    | 2022年7月27日  | CD+Blu-ray         | SRCL-12156～7     | 初回生産限定盤        |                       | 2位          |
| 9    | 2022年7月27日  | CD                 | SRCL-12158        | 通常盤                |                       | 2位          |
| 10   | 2023年1月11日  |                    | CD+Blu-ray        | SRCL-12290～2         | 完全生産限定盤A       | 2位          |
| 10   | 2023年1月11日  | CD+Blu-ray         | SRCL-12293～5     | 完全生産限定盤B       |                       | 2位          |
| 10   | 2023年1月11日  | CD+Blu-ray         | SRCL-12296～7     | 初回生産限定盤        |                       | 2位          |
| 10   | 2023年1月11日  | CD                 | SRCL-12298        | 通常盤                |                       | 2位          |
| 11   | 2023年5月24日  |                    | CD+Blu-ray        | SRCL-12460～12461     | 初回生産限定盤A       | 2位          |
| 11   | 2023年5月24日  | CD+Blu-ray         | SRCL-12462～12463 | 初回生産限定盤B       |                       | 2位          |
| 11   | 2023年5月24日  | CD                 | SRCL-12464        | 通常盤                |                       | 2位          |

### 专辑
| 编号 | 发售日         | 标题       | 介质形式          | 商品编号          | 形态            | Oricon最高位 |
| ---- | -------------- | ---------- | ----------------- | ----------------- | --------------- | ------------ |
| 1    | 2021年7月14日  |            | CD+Blu-ray        | SRCL-11780～11783 | 完全生产限定盘A | 2位          |
| 1    | 2021年7月14日  | CD+Blu-ray | SRCL-11784～11787 | 完全生产限定盘B   |                 | 2位          |
| 1    | 2021年7月14日  | CD+Blu-ray | SRCL-11788～11791 | 完全生产限定盘C   |                 | 2位          |
| 1    | 2021年7月14日  | CD         | SRCL-11792        | 通常盘            |                 | 2位          |
| 2    | 2023年11月22日 |            | CD+Blu-ray        | SRCL-12630~33     | 完全生产限定盘A |              |
| 2    | 2023年11月22日 | CD+Blu-ray | SRCL-12634~37     | 完全生产限定盘B   |                 |              |
| 2    | 2023年11月22日 | CD+Blu-ray | SRCL-12638~41     | 完全生产限定盘C   |                 |              |
| 2    | 2023年11月22日 | CD         | SRCL-12642        | 通常盘            |                 |              |

### 现场映像
| 编号 | 发售日        | 标题                                              | 介质形式            | 商品编号                  | 形态                      |
| ---- | ------------- | ------------------------------------------------- | ------------------- | ------------------------- | ------------------------- |
| 1    | 2021年4月21日 | 22/7 LIVE at STUDIO COAST ～11（イレブン）～      | DVD                 | SRBL-1990～1991           | 完全生产限定盘（DVD）     |
| 1    | 2021年4月21日 | 22/7 LIVE at STUDIO COAST ～11（イレブン）～      | DVD                 | SRBL-1992                 | 通常盘（DVD）             |
| 1    | 2021年4月21日 | 22/7 LIVE at STUDIO COAST ～11（イレブン）～      | Blu-ray             | SRXL-315～316             | 完全生产限定盘（Blu-ray） |
| 1    | 2021年4月21日 | 22/7 LIVE at STUDIO COAST ～11（イレブン）～      | Blu-ray             | SRXL-317                  | 通常盘（Blu-ray）         |
| 2    | 2022年3月9日  |                                                   | DVD                 | SRBL-2042～45             | 完全生产限定盘（DVD）     |
| 2    | 2022年3月9日  | DVD                                               | SRBL-2046 SRBL-2047 | 通常盘（DVD）             |                           |
| 2    | 2022年3月9日  | Blu-ray                                           | SRXL-344～347       | 完全生产限定盘（Blu-ray） |                           |
| 2    | 2022年3月9日  | Blu-ray                                           | SRXL-348 SRXL-349   | 通常盘（Blu-ray）         |                           |
| 3    | 2022年5月4日  | 22/7 5th BIRTHDAY LIVE 2021 ～Colors of Flowers～ | DVD                 | SRBL-2055~7               | 完全生产限定盘（DVD）     |
| 3    | 2022年5月4日  | 22/7 5th BIRTHDAY LIVE 2021 ～Colors of Flowers～ | DVD                 | SRBL-2058~9               | 通常盘（DVD）             |
| 3    | 2022年5月4日  | 22/7 5th BIRTHDAY LIVE 2021 ～Colors of Flowers～ | Blu-ray             | SRXL-355~6                | 完全生产限定盘（Blu-ray） |
| 3    | 2022年5月4日  | 22/7 5th BIRTHDAY LIVE 2021 ～Colors of Flowers～ | Blu-ray             | SRXL-357                  | 通常盘（Blu-ray）         |
| 4    | 2023年3月15日 |                                                   | Blu-ray             | SRXL-405～09              | 完全生産限定盤            |
| 4    | 2023年3月15日 | DVD                                               | SRBL-2101～05       |                           | 完全生産限定盤            |
| 4    | 2023年3月15日 | Blu-ray                                           | SRXL-410            | 通常盤                    |                           |
| 4    | 2023年3月15日 | Blu-ray                                           | SRXL-411            | 通常盤                    |                           |
| 4    | 2023年3月15日 | Blu-ray                                           | SRXL-412            | 通常盤                    |                           |
| 4    | 2023年3月15日 | DVD                                               | SRBL-2106           | 通常盤                    |                           |
| 4    | 2023年3月15日 | DVD                                               | SRBL-2107           | 通常盤                    |                           |
| 4    | 2023年3月15日 | DVD                                               | SRBL-2108           | 通常盤                    |                           |
| 5    | 2023年5月17日 | 22/7 CHARACTER LIVE 〜6th BIRTHDAY PARTY 2022〜   | Blu-ray             | SRXL-420~1                | 完全生産限定盤            |
| 5    | 2023年5月17日 | 22/7 CHARACTER LIVE 〜6th BIRTHDAY PARTY 2022〜   | DVD                 | SRBL-2140~2               | 完全生産限定盤            |
| 5    | 2023年5月17日 | 22/7 CHARACTER LIVE 〜6th BIRTHDAY PARTY 2022〜   | Blu-ray             | SRXL-422                  | 通常盤                    |
| 5    | 2023年5月17日 | 22/7 CHARACTER LIVE 〜6th BIRTHDAY PARTY 2022〜   | DVD                 | SRBL-2143~4               | 通常盤                    |

## 電視動畫

### 製作人員
- 總製片人：秋元康
- 原創人物設計原案：カントク、岸田メル、小原トメ太、櫻小春、黑星紅白、小山廣和、田中將賀、細居美惠子、堀口悠紀子、深崎暮人、渡邊明夫
- 人物設計原案：宮島礼吏
- 人物設計：堀口悠紀子
- 監督：阿保孝雄
- 系列構成：宮島礼吏、永井千晶
- 動畫人物設計、總作畫監督：まじろ
- 總作畫監督：田村里美、髙田晃
- 道具設計：山本真夕子
- 助監督：髙橋さつき
- 美術監督：岡本穂高（KUSANAGI）
- 美術設定：綱頭瑛子（KUSANAGI）
- 色彩設定：中野尚美
- 攝影監督：村上優作
- CG監督：吉田裕行（白組）、工藤菜央
- 編輯：須藤瞳
- 音響監督：藤田亞紀子
- 音樂：中山真斗
- 動畫製作：A-1 Pictures
- 製作：ANIME 22/7

### 主題曲
全作詞：秋元康
片頭曲
作曲、編曲：後藤康二，主唱：22/7
片尾曲
（#1 - #2、#10）
作曲、編曲：古川貴浩，主唱：22/7
「One of them」（#3）
作曲、編曲：，主唱：瀧川美羽（西條和）
（#4）
作曲：Kaz Kuwamura、，編曲：，主唱：藤間櫻（天城莎莉）
（#5）
作曲：和泉一彌，編曲：久下真音，主唱：河野都（倉岡水巴）
（#6）
作曲：金丸佳史，編曲：伊勢佳史，主唱：佐藤麗華（帆風千春）
（#7）
作曲：鈴木航海，編曲：，主唱：戶田純（海乃琉璃）
「感情無用論」（#8）
作曲：Saqui，編曲：APAZZI，主唱：丸山茜（白澤加奈惠）
「Moonlight」（#9）
作曲、編曲：Hanazabu，主唱：立川絢香（宮瀨玲奈）
（#11）
作曲：田畑健，編曲：秋浦智裕，主唱：齋藤妮可露（河瀨詩）
（#13）
作曲：ペンギンズ、金田有紀子、カトウリョータ，編曲：カトウリョータ，主唱：神木御神（涼花萌）、東條悠希（高辻麗）、柊蕾（武田愛奈）
插入曲・樂曲協力
（#3）
作曲：長澤知亞紀，編曲：永野小織，主唱：22/7
（#3）
作曲：目黑涼子，編曲：，主唱：22/7
（#7）
作曲：伊藤心太郎
「理解者」（#8）
作曲：Yukito，編曲：古川貴浩，主唱：22/7

### 各話列表
| 話數 | 日文標題 | 中文標題 | 劇本     | 分鏡                      | 演出       | 作畫監督 |
| ---- | -------- | -------- | -------- | ------------------------- | ---------- | --- |
| #1   |          |          | 永井千晶 | 阿保孝雄                  | 橘紗央莉   | 成川多加志、山本真夕子 寺尾憲治                                                                                              |
| #2   |          |          | 永井千晶 | 高橋五月                  | 高橋五月   | 波部崇、笠原由博 木村麻亞紗                                                                                                  |
| #3   |          |          | 永井千晶 | 森本育郎                  | 大矢雄嗣   | 牧野和俊、橫松雄馬 高橋隆子、田川裕子 香田和樹、樋口香里                                                                     |
| #4   |          |          | 佐藤亞美 | 大槻敦史                  | 仁科邦康   | 齊藤千惠、小松沙奈 戶高真希                                                                                                  |
| #5   |          |          | 大西雄仁 | 舛成孝二                  | 村山靖     | 成川多加志、山本真夕子 樋口香里、齋藤悠                                                                                      |
| #6   |          |          | 永井千晶 | 橘紗央莉                  | 橘紗央莉   | 小松沙奈、齋藤千惠 森田莉奈、神本兼利 前田學史、戶髙真希 水野辰哉、監物Kevin雄太                                             |
| #7   |          |          | 大西雄仁 | 森大貴                    | 森大貴     | 三井麻未、田川裕子 川村幸祐、木藤貴之 、凌空凜、飯野雄大                                                                     |
| #8   |          |          | 佐藤亞美 | 阿保孝雄 京極尚彥（LIVE） | 高橋五月   | 辻早智子、小菅和久 笠原由博                                                                                                  |
| #9   |          |          | 大西雄仁 | 伊藤智彥                  | 佐久間貴史 | 牧野和俊、齋藤悠 橫松雄馬、田川裕子 成川多加志、寺尾憲知 向川原憲、香田知樹                                                  |
| #10  |          |          | 佐藤亞美 | 金子伸吾                  | 野上和男   | 錦見樂、松野祐 齊藤寬、池津壽惠 萩原圭太、高瀨 松田剛吏                                                                      |
| #11  |          |          | 永井千晶 | 古田丈司                  | 嵯峨敏     | 成川多加志、山本真夕子 樋口香里、田川裕子 田中綠                                                                             |
| #12  |          |          | 永井千晶 | 高橋五月 阿保孝雄         | 田中智也   | 香田知樹、大貫巧 山本真夕子、樋口香里 牧野和俊、吉田尚人 齋藤悠、 橫松雄馬、岡崎洋美 田川裕子、成川多加志 一之瀨結梨、錦見樂 |
| #13  | 8+3=？   | 8+3=？   | 永井千晶 | 阿保孝雄                  | 阿保孝雄   | 大貫巧、青野祐果 田中みどり、横松雄馬 成川多加志、笠原由博                                                                   |

### 藍光與DVD
| 卷數 | 發售日期      | 收錄話數       | 規格編號   | 規格編號   | 規格編號   |
| 卷數 | 發售日期      | 收錄話數       | 藍光版     | DVD限定版  | DVD通常版  |
| ---- | ------------- | -------------- | ---------- | ---------- | ---------- |
| 1    | 2020年3月25日 | 第1話－第2話   | ANZX-15221 | ANZB-15221 | ANSB-15221 |
| 2    | 2020年5月27日 | 第3話－第4話   | ANZX-15223 | ANZB-15223 | ANSB-15223 |
| 3    | 2020年6月17日 | 第5話－第6話   | ANZX-15225 | ANZB-15225 | ANSB-15225 |
| 4    | 2020年7月15日 | 第7話－第8話   | ANZX-15227 | ANZB-15227 | ANSB-15227 |
| 5    | 2020年8月19日 | 第9話－第10話  | ANZX-15229 | ANZB-15229 | ANSB-15229 |
| 6    | 2020年9月16日 | 第11話－第13話 | ANZX-15231 | ANZB-15231 | ANSB-15231 |

## 遊戲
《22/7 音樂的時間》。由h.a.n.d.開發与运营，Aniplex发行的智慧型手機音樂節奏遊戲。在官方「22/7 Birthday Event 2019」活動中預告將於2020年春季推出。2020年5月27日在日本上市，已于2021年12月22日停止服务。

## 註腳
1. ↑  . 巴哈姆特GNN.   [2017-11-06]. （原始内容存档于2017-11-07）.
2. ↑  . ORICON NEWS. 2016-10-17  [2017-03-30]. （原始内容存档于2020-10-26） （日语）.
3. ↑  . 22/7.   [2016-12-27]. （原始内容存档于2020-09-08）.
4. ↑  Susanto, Lee. . REASON4LIVE.   [2016-12-27]. （原始内容存档于2018-05-05） （英语）.
5. 1 2 3  . moca news.   [2017-07-22]. （原始内容存档于2020-12-30） （日语）.
6. ↑  22/7 PROJECT （页面存档备份，存于）「０から１を生み出す時には、そこにないもの、まだ見えないものを信じる力が必要である。22/7は、想像の象徴だ。どんな意味を持っているのだろう？答えは、未来にある。」
7. ↑  . Animen 動漫平台.   [2017-11-05]. （原始内容存档于2017-11-07） （中文）.
8. 1 2  休養後移籍Libera，並且更名為淺倉唯 （页面存档备份，存于）
9. 1 2  . Sponichi Annex (スポーツニッポン新聞社). 2021-05-20  [2021-05-20]. （原始内容存档于2021-06-13）.
10. ↑  . 2021-06-04  [2021-08-16]. （原始内容存档于2021-08-16）.
11. ↑  . 2021-08-16  [2021-08-16]. （原始内容存档于2021-08-16）.
12. ↑  . 2021-05-31  [2021-08-16]. （原始内容存档于2021-08-16）.
13. ↑  . MANTANWEB (MANTAN). 2021-02-28  [2021-03-01]. （原始内容存档于2021-04-19）.
14. ↑  . 22/7. 2021-09-30  [2021-10-01]. （原始内容存档于2021-10-01）.
15. ↑  . 巴哈姆特電玩資訊站. 2021-09-30  [2021-10-01]. （原始内容存档于2021-10-03）.
16. ↑  . 22/7. 2021-11-01  [2021-11-01]. （原始内容存档于2022-04-14） （日语）.
17. ↑  . 2021-11-16  [2022-11-29]. （原始内容存档于2022-11-29）.
18. ↑  . 22/7 PROJECT. 2022-02-27  [2022-02-27]. （原始内容存档于2022-02-27） （日语）.
19. ↑  227_staff. . Twitter.   [2023-01-12] （英语）.
20. ↑  . nanabunnonijyuuni.com.   [2023-01-14]. （原始内容存档于2023-01-25）.
21. ↑  バズウェーブ合同会社. . nanabunnonijyuuni.com.   [2023-01-25]. （原始内容存档于2023-01-25）.
22. ↑  バズウェーブ合同会社. . nanabunnonijyuuni.com.   [2023-06-04]. （原始内容存档于2023-06-04）.
23. ↑  . Twitter.   [2022-05-26]. （原始内容存档于2022-05-27） （日语）.
24. 1 2 3 4 5 6 7 8 9 10 11  . 22/7 - ナナブンノニジュウニ.   [2017-07-22]. （原始内容存档于2018-04-30） （日语）.
25. 1 2 3 4 5 6 7 8 9 10 11  . ローチケHMV.   [2016-12-27]. （原始内容存档于2017-10-05） （日语）.
26. 1 2 3 4 5 6  . Anime News Network. 2016-10-23  [2016-12-27]. （原始内容存档于2020-11-09） （英语）.
27. ↑  .   [2021-12-26]. （原始内容存档于2021-12-26）.
28. ↑  . 音樂Natalie. 2019-11-20  [2019-11-30]. （原始内容存档于2019-12-18） （日语）.
29. ↑  .   [2020-06-12]. （原始内容存档于2020-11-25）.
30. ↑  .   [2021-04-29]. （原始内容存档于2021-02-14）.
31. ↑  巴哈姆特. . 巴哈姆特電玩資訊站.   [2020-06-12]. （原始内容存档于2021-05-14）.

## 外部連結
- 22/7的官方網站（日語）
  - 22/7的X（前Twitter）（日語）
- 電視動畫「22/7」（页面存档备份，存于）
  - 電視動畫「22/7」的X（前Twitter）
- YouTube上的22/7官方頻道（日語）
- 「22/7 音楽の時間」｜22/7 公式 音楽アプリ（页面存档备份，存于）（日語）